# Anton Dietl
Anton Dietl (13. nebo 15. října 1868 Mödling – konec roku 1944 Praha) byl československý politik německé národnosti a poslanec Národního shromáždění za Německou sociálně demokratickou stranu dělnickou v ČSR.

## Biografie
Byl synem dělníka. Od 1. dubna 1900 byl funkcionářem rakouské sociální demokracie. Roku 1900 se stal okresním tajemníkem strany pro 10. vídeňský obvod. Od roku 1903 působil jako redaktor listu Nordwestböhmischen Volksstimme v Žatci. Roku 1907 se stal předsedou nově založeného konzumního spolku v Žatci. Od roku 1910 zastával funkci zemského tajemníka pobočky Ústředního svazu rakouských družstev v Praze. V období let 1918–1919 působil na postu ředitele hospodářského ústavu zemské vlády provincie Deutschböhmen v Liberci. Od roku 1919 až do roku 1936 vykonával funkci tajemníka Svazu německých hospodářských družstev v Československu.
Podle údajů k roku 1929 byl profesí tajemníkem v Praze.
V parlamentních volbách v roce 1920 získal za Německou sociálně demokratickou stranu dělnickou v ČSR poslanecké křeslo v Národním shromáždění. Mandát obhájil v parlamentních volbách v roce 1925 i parlamentních volbách v roce 1929. Na poslanecký post rezignoval v listopadu 1934. Na jeho místo pak usedl Johann Patzak.